# Рейхоку
Рейхоку (яп. 苓北町 Рэйхоку-мати) — посёлок в Японии, находящийся в уезде Амакуса префектуры Кумамото. Площадь посёлка составляет 67,09 км², население — 7859 человек (1 августа 2014), плотность населения — 117,14 чел./км².

## Географическое положение
Посёлок расположен на острове Симосима в префектуре Кумамото региона Кюсю. С ним граничит город Амакуса.

## Население
Население посёлка составляет 7859 человек (1 августа 2014), а плотность — 117,14 чел./км². Изменение численности населения с 1980 по 2005 годы:
| 1980 | 10 897 чел. |  |
| 1985 | 10 621 чел. |  |
| 1990 | 9916 чел.   |  |
| 1995 | 9613 чел.   |  |
| 2000 | 9436 чел.   |  |
| 2005 | 8927 чел.   |  |